# OS X 10.9
OS X 10.9 (codenaam: Mavericks) is de tiende versie van OS X, Apples client en server besturingssysteem voor Macintosh computers.
Mavericks is de opvolger van OS X 10.8 (Mountain Lion) en werd op 22 oktober 2013 uitgebracht.
Deze versie biedt verbeteringen in de accuduur, de Finder, verbeteringen voor hoofdgebruikers en verbeterde integratie van iCloud. Evenals de komst van meer applicaties van het mobiele besturingssysteem iOS, zijn vanaf nu beschikbaar op het OS X platform. Mavericks tekent het begin van een radicale naamsverandering in het OS X schema. Dit is de eerste versie van OS X die niet is vernoemd naar een katachtige. Versies van het besturingssysteem worden sinds 2013 vernoemd naar locaties in Californië. OS X 10.9  is vernoemd naar de surflocatie Mavericks in San Mateo County.
OS X Mavericks werd op 16 oktober 2014 opgevolgd door OS X Yosemite.

## Verschijningsdatum
OS X Mavericks werd aangekondigd op 10 juni 2013 tijdens de WWDC als opvolger van OS X Mountain Lion. De publieke versie kwam uit op 22 oktober 2013 tijdens een door Apple gehouden evenement.
Een gereviseerde MacBook Air, de zesde generatie AirPort Extreme, de vijfde generatie AirPort Time Capsule, iOS 7, en een compleet nieuw ontworpen Mac Pro werden eveneens aangekondigd tijdens de keynote. Op het evenement van 22 oktober 2013 kondigde Apple aan dat de officiële release van Mavericks direct beschikbaar zou zijn in de Mac App Store, en dat in tegenstelling tot voorgaande versies, Mavericks gratis aan te schaffen is voor alle gebruikers van Snow Leopard (10.6) en hoger.
Vanaf 22 oktober 2013 biedt Apple gratis levenslange updates aan van het besturingssysteem en hun zakelijke software.

## Systeemeisen
De algemene vereisten voor Mavericks zijn:
- Ten minste 2 GB intern geheugen
- 8 GB vrije schijfruimte
- Mac OS X 10.6.8 of hoger

Ondersteunde modellen:
- iMac (medio 2007 of nieuwer)
- MacBook (eind 2008, aluminium, of begin 2009 of nieuwer)
- MacBook Air (eind 2008 of nieuwer)
- MacBook Pro (medio/eind 2007 of nieuwer)
- Mac mini (begin 2009 of nieuwer)
- Mac Pro (begin 2008 of nieuwer)
- Xserve (begin 2009)

## Nieuwe en gewijzigde functies
- App Nap: Een functie die programma's in een slaapstand zet wanneer deze niet meer zichtbaar zijn.
- Compressed Memory: Hiermee wordt geheugen gecomprimeerd van inactieve programma's.
- Delen via LinkedIn.
- Verbeterde ondersteuning voor meerdere beeldschermen. De menubalk en het dock zijn nu beschikbaar op andere beeldschermen. Ook kan de Apple TV vanaf nu als extern beeldscherm worden gebruikt.
- Mission Control is bijgewerkt voor ondersteuning van meerdere beeldschermen.
- Verbeteringen aan de Finder, zoals tabbladen, ondersteuning voor volledig scherm en tags.
- iCloud is in de plaats gekomen om Agenda, Contacten, Notities en andere gegevens met iOS apparaten te synchroniseren.
- iCloud-sleutelhanger: Voor het automatisch genereren en opslaan van wachtwoorden voor internetsites.
- Introductie van iBooks voor het lezen van e-boeken.
- Introductie van Kaarten, Apples eigen online kaartendienst.
- Het Berichtencentrum is bijgewerkt. Meldingen van een iOS-apparaat worden gesynchroniseerd met de computer.
- OpenGL 4.1 en OpenCL 1.2.
- Server Message Block 2 (SMB2) is vanaf nu het standaard protocol voor het delen van bestanden.
- Skeuomorfische elementen, zoals het lederen textuur in Agenda, en het boek-achtige uiterlijk van Contacten zijn verwijderd uit de grafische interface.
- Timer Coalescing: Een energiebesparende techniek die processorbelasting terugbrengt tot 72 procent.
- Verbeteringen aan de Agenda-applicatie en Safari.
- QuickTime 10 ondersteunt een aantal oudere videocodecs niet meer. Deze worden omgezet naar het ProRes formaat tijdens het openen. Oudere videocodes kunnen ook niet meer bekeken worden in Voorvertoning.

## Ontvangst
De ontvangst van Mavericks was algemeen gezien positief. Mac gebruikers verwelkomen het feit dat upgraden naar Mavericks gratis is, en gebruikers die nieuwe Macs kopen met voorgeïnstalleerde versies van Mavericks zijn in de gelegenheid om Apples iWork kantoorsuite ook gratis te ontvangen.
Eén klacht is dat Apple de lokale synchronisatie service verwijderd heeft, waardoor gebruikers genoodzaakt zijn om via iCloud hun iOS apparaten te synchroniseren met de desktop. Later is deze functie opnieuw toegevoegd.

## Specifieke problemen
Tijdens de eerste paar weken nadat Mavericks was geïntroduceerd, klaagde een kleine groep gebruikers over het verlies van data met externe harde schijven van het merk Western Digital tijdens de upgrade naar Mavericks. Dit in combinatie met Western Digital's eigen schijfbeheer software. Hiertoe werd Western Digital genoodzaakt deze schijfbeheer software offline te halen, en gebruikers te adviseren de upgrade uit te stellen en het gebruik van hun schijfbeheer software af te raden. Een update van WD Smartware op 25 november 2013 heeft dit probleem opgelost.

## Versiegeschiedenis
| Versie | Build  | Datum             | Opmerkingen                                                                                                  |
| ------ | ------ | ----------------- | --- |
| 10.9   | 13A598 | 3 oktober 2013    | Golden Master                                                                                                |
| 10.9   | 13A603 | 20 oktober 2013   | GM2 Eerste publieke versie                                                                                   |
| 10.9.1 | 13B42  | 16 december 2013  | Diverse bug fixes waaronder problemen met Gmail in Mail, Safari 7.0.1.                                       |
| 10.9.2 | 13C64  | 25 februari 2014  | SSL-bug fix, Facetime-audiogesprekken, verbeteringen van de Mail app.                                        |
| 10.9.3 | 13D21  | 15 mei 2014       | Diverse bug fixes en betere ondersteuning voor 4K-displays op de Macbook Pro late 2013 en Mac Pro late 2013. |
| 10.9.4 | 13E28  | 30 juni 2014      | Verbetering hervatten na sluimerstand, oplossing voor Wi-Fi verbindingsproblemen, Safari 7.0.5.              |
| 10.9.5 | 13F34  | 17 september 2014 | Betere betrouwbaarheid van VPN-verbindingen en het openen van bestanden op een SMB-server, Safari 7.0.6.     |